# Stefan Schreiner
Stefan Schreiner (* 1947) ist ein Religionswissenschaftler.

## Leben
Er studierte evangelische Theologie, Arabistik, Islamwissenschaft und Judaistik (Dissertation 1974 an der Universität Halle-Wittenberg: Partikularismus oder Universalismus? Exegetische Untersuchungen zu den Prophetenbüchern Joel – Obadja – Maleachi – Jona). Seit 1992 lehrte er als Professor für Religionswissenschaft (mit Schwerpunkt Islam) und Judaistik und Direktor des Institutum Judaicum an der Universität Tübingen. Er war u. a. in Zürich und Tartu Gastprofessor. Er ist seit dem 1. Oktober 2013 Seniorprofessor an der Universität Tübingen.

## Werke (Auswahl)
- als Übersetzer, Nachdichter und Herausgeber: Das Lied der Lieder von Schelomo (=  Liebeslyrik aus dem alten Israel). Gustav Kiepenheuer Verlag, Leipzig/Weimar 1981, OCLC 164933748.
- als Herausgeber: Die Osmanen in Europa. Erinnerungen und Berichte türkischer Geschichtsschreiber. Verlag Styria, Graz/Wien/Köln 1985, ISBN 3-222-11589-3.
- als Herausgeber: Benjamin von Tudela/Petachja von Regensburg: Jüdische Reisen im Mittelalter. Parkland-Verlag, Köln 1998, ISBN 3-88059-945-9.
- als Herausgeber: Wissenschaft des Ostjudentums. Eine Ausstellung zum 75. Geburtstag des Yidisher Visnshaftlekher Institut (YIVO). Katalog zur Ausstellung Tübingen Universitätsbibliothek, 6.11.–1.12.2000. Univ.-Bibliothek, Tübingen 2000, ISBN 3-00-006969-0.
- als Herausgeber: Visions of a just society. Fears, hopes, and chances for living together in a globalized world from Jewish, Christian, and Muslim perspectives. International consultation Sarajevo (BIH), 13–16 November 2005 / Abrahamic Forum, International Council of Christians and Jews & Konrad-Adenauer-Stiftung, Außenstelle Sarajevo. Abrahamic Forum, Heppenheim 2006, ISBN 3-00-019283-2.
- als Herausgeber: Das Hohelied. Lied der Lieder von Schelomo. Mit illuminierten Seiten aus dem Machsor Lipsiae (= Verlag der Weltreligionen. Taschenbuch. Band 1). Verlag der Weltreligionen, Frankfurt am Main/Leipzig 2007, ISBN 978-3-458-72001-0.
- Die jüdische Bibel in islamischer Auslegung (= Texts and studies in medieval and early modern Judaism. Band 27). Mohr Siebeck, Tübingen 2012, ISBN 3-16-151011-9.

- „Ein Zerstörer des Judentums ...?“ Mose ben Maimon über den historischen Jesus, in: Georges Tamer (Hg.): The Trias of Maimonides / Die Trias des Maimonides, De Gruyter, Berlin u. a. 2005, 323–348.
- „Der Vater aller Propheten“. Mose als Prophet und die Prophetie des Mose in jüdischer, christlicher und islamischer Tradition, in: Klaus von Stosch, Tuba Isik (Hg.): Prophetie in Islam und Christentum, Schöningh, Paderborn 2013, 11–34.
- Auferstehung und Unsterblichkeit in jüdischer und islamischer Überlieferung, in: Friedrich Hermanni, Jana Koslowski, Peter Koslowski (Hg.): Endangst und Erlösung, Bd. 1, Fink, 2009, 101–119.